# Miss Mundo 1968
Miss Mundo 1968 foi a 18ª edição do concurso de beleza feminino de Miss Mundo. O certame idealizado pelo gerente de vendas publicitárias da Mecca Leisure Group, Eric Douglas Morley, foi realizado no dia 14 de novembro de 1968. Tendo como palco o Lyceum Theatre, o concurso reuniu cinquenta e quatro (54) candidatas - uma a menos que no ano anterior - de diferentes países. A vencedora do certame foi a representante da Austrália, Penelope Plummer, coroada por sua antecessora, Miss Mundo 1967, Madeleine Hartog Bell.

## Concurso

### Mudanças
O concurso teria algumas mudanças em 1968. Seria o último ano a ser realizado no Lyceum e o último a ser transmitido em preto e branco na televisão, uma vez que a tecnologia da TV em cores já estava se disseminando na Grã-Bretanha. Eric Morley limpou sua lista de diretores nacionais e decidiu, pela primeira vez, aceitar mulheres casadas, permitindo oficialmente a participação da "Miss International Bahamas". Este evento foi realizado pela primeira vez para enviar uma representante deste país do Caribe para ao evento. A vencedora, Rose Helena Simms Dauchot, 25, foi eleita em agosto, mas se casou em abril com o cidadão belga Yvon Dauchot e teve um filho pequeno chamado Robert.
Em alguns países também houve mudanças. O Concurso Nacional de Beleza da Colômbia retomou os direitos de envio da candidata colombiana ao evento londrino e, a partir daquele ano, começaria a enviar oficialmente a segunda colocada de sua disputa ao certame, o mesmo ocorreu na Tailândia. Na Nicarágua, devido à mudança do evento Miss Internacional para o Japão, os organizadores decidiram que a vencedora, em vez de ir ao concurso como nos anos anteriores, iria para o Miss Universo e depois ao Miss Mundo. Na Índia, a revista Eve's Weekly perdeu os direitos e o nascente concurso "Bharat Sundari" os levou e eles manteriam a franquia para esse país até 1975. A vencedor era uma aeromoça trabalhando na Air India em Moscou, Jane Coelho, 24, de Nova Déli. Nas Filipinas, os direitos do concurso também mudaram de mãos. Desta vez, foi tomada pela empresa "Beauty World", que em 6 de outubro elegeu a "Miss Filipinas 1968", Pinky Amabuyok, entre 37 candidatas. O Manila Times descreveu a vencedora, com 1,80m de altura, como não necessariamente brilhante e parecia não ter busto em um maiô vermelho mal ajustado. "Mas ela era a mais bonita de todas as participantes e alguém teve que ganhar o título para que o país pudesse ser representado no próximo concurso Miss Mundo em Londres". Na França, embora tenha sido anunciado que a vencedora do concurso "Mademoiselle France", Maryvonne Lachaze de Laval, Bretanha, eleita em 7 de julho em Paris, iria para o Miss Mundo, o país francês foi novamente representado pela segunda colocada.
Por outro lado, a atual detentora do título, a peruana Madeleine Hartog Bell, fez uma excursão de um mês e meio pela Austrália no final de seu reinado. Ela foi acompanhada por suas finalistas, Miss Argentina e Guiana. A turnê começou em 24 de setembro com a chegada das belezas à cidade de Sydney e depois viajariam para outras sete cidades até a visita oficial a esse país terminar em meados de novembro, de modo que sua participação na coroação de sua sucessora estava em dúvida. Durante uma entrevista à chegada a Canberra, ela confessou que "estava cansada de ser Miss Mundo" e também, exausta de ser entrevistada e fotografada. "Gosto de ser entrevistada, mas no meu idioma, não falo inglês muito bem e hoje também estou com um pouco de frio", disse ela.

### Nações ausentes
Sessenta e nove países e territórios tinham contrato firmado junto a organização do concurso naquele ano. Dois deles não seriam representados em 1968: O concurso Miss Portugal acontecia a cada dois anos desde 1965; portanto, em 1968 não havia eleições, enquanto na Gâmbia, o concurso, patrocinado pela Federação Nacional do Esporte, foi adiado para o mês de dezembro. Outros como Argélia, El Salvador, Guatemala e Hong Kong perderam seus direitos depois de não enviarem candidata no ano anterior; Aruba e Suriname desistiram de continuar enviando candidatas por questões econômicas e, na Jordânia, o concurso nacional foi finalmente cancelado após a anexação da parte oriental de Jerusalém por Israel na Guerra dos Seis Dias de 1967. Na Tanzânia, foram realizadas competições preliminares em diferentes regiões do país, entre eles, a primeira Miss Zanzibar (Hediye Khamis Mussa) foi coroada e tudo estava pronto para as finais no mês de outubro, quando o governo decidiu proibir concursos de beleza, porque, segundo eles, esse tipo de evento não era consistente com a cultura do país. Então, a competição teve que ser cancelada e não aconteceu novamente até 1994. Por esse motivo, os organizadores locais decidiram, no último minuto, enviar a Londres a garota que ficou em segundo lugar em 1967, Zena Suleiman, patrocinada pelo Kilimanjaro Hotel, mas isso não aconteceu devido a falta de tempo.

### Causos

#### Apresentação a imprensa
As candidatos mais altas foram as da Bahamas, Colômbia, Nicarágua e Iugoslávia, com 1,80m de altura e a menor, de Malta, com 1,58m de altura. A favorita da imprensa naquela tarde foi a Miss África do Sul. À noite, as jovens participaram do jantar oficial de boas-vindas, patrocinado pela Air France e realizado no Instituto Commonwealth, em Kensington. As apostas informais sobre a provável vencedora deste ano começaram naquela noite de sexta-feira na festa com muito champanhe. Os aplausos mais fortes foram para Miss Venezuela, 18; Miss Israel, também com 18 anos; Miss Chipre, 19 e Miss Colômbia, 20.

#### Miss Filipinas freira
A Miss Filipinas, Arene Cecilia Annas Amabuyok, de 17 anos disse à imprensa que estava determinada a se tornar freira, mesmo que ganhe o concurso. Cecilia disse: "Sou devota católica e vou à missa todos os dias, eu não consegui ir hoje e isso me deixou triste, não ficarei feliz a menos que eu vá à igreja todos os dias. Se eu vencer, isso não fará nenhuma diferença para mim. Sou apenas um membro de uma família das Filipinas e amo minha família. Se eu ganhar todo esse dinheiro, darei para meus pais. Eu tenho dois irmãos e quatro irmãs para que possamos fazer bom uso do dinheiro. Sou estudante da Universidade do Leste, em Manila, e continuarei meus estudos, aconteça o que acontecer". Seu pai é professor da Escola Americana no Estado de Makati Rizal. Ela gosta de pintura, natação e música clássica e manifestou uma pequena queixa: "Desejo que os juízes do concurso prestem tanta atenção às pessoas internas dos competidores, à sua beleza espiritual e não apenas à sua beleza física", disse ela.

#### As ordens da Miss Espanha
A Miss Espanha ameaçou deixar o concurso, a menos que 80 de seus amigos e vizinhos de Valência pudessem se sentar para aplaudí-la durante a final. Maria Amparo, de 19 anos, deixou de comparecer a um evento com as demais concorrentes e disse que voltaria para a Espanha "a menos que mamãe e todos os meus amigos possam me ver neste concurso. Eles certamente não vieram aqui para me ver na televisão", disse ela. A espanhola, era considerada uma das principais candidatas ao título de beleza deste ano. No entanto, os organizadores do concurso disseram a ela que não poderiam dar mais do que 10 ingressos para as finais na quinta-feira.
A espanhola de 19 anos saiu do concurso e se isolou atrás de seus 92 parentes. Ela deixou um ultimato a organização: excluir a candidata de Gibraltar do concurso ou ela não apareceria na final da noite de quinta-feira. Sua paralisação aumentou os problemas de última hora dos organizadores, Mecca Promotions. De acordo com fontes do concurso, Maria Amparo deixou o hotel onde as meninas estavam hospedadas e se escondeu em outro hotel de Londres com 92 parentes que vieram da Espanha para vê-la competir. Segundo as fontes, suas tias, tios e primos tentavam convencê-la a voltar. Sua decisão foi um choque aos organizadores, que pensou que a Espanha estava preparada para ignorar sua disputa com Gibraltar este ano depois de boicotar o concurso por três anos seguidos.
A Miss de Gibraltar, escritora de 18 anos de idade, Sandra Sanguinetti, esteve em ensaios naquela noite e disse à mídia que "Fico feliz que a Miss Espanha participe do concurso, porque isso mostra que ela reconhece Gibraltar". A Espanha não reconheceu Gibraltar. Na noite de quarta-feira, havia um suspense de não saber se Miss Gibraltar pedia desculpas públicas ou a Miss Espanha engoliria orgulho e reapareceria no ensaio geral. Se ela não comparecesse, estava automaticamente fora da competição, pois parte do programa do concurso seria gravada naquela noite.
Mas a espanhola decidiu se retirar oficialmente do concurso. Miss Espanha se recusou a participar dos ensaios na noite de quarta-feira para a final de quinta-feira e foi isolada em um hotel. Ela auferiu novamente que não participaria do concurso, a menos que Gibraltar negasse as alegações feitas à imprensa. Enquanto isso, a candidata do Gibraltar, Sandra Sanguinetti, disse que não tinha nada a se desculpar e acrescentou que achava que ela era muito rude, mas lamentou ter deixado o concurso desde que era "uma competição amigável". Eric Morley disse que estava muito decepcionado com a ação da miss e tomou e que esperava que isso não afetasse a participação futura da Espanha no concurso. A Miss Espanha voltou ao seu país na manhã de quinta-feira acompanhada por sua mãe e disse que seu País "era mais importante que o título de Miss Mundo".

#### As jóias da Miss Colômbia
Os organizadores do concurso chamaram um detetive da polícia para escoltar Miss Colômbia a um jantar no Savoy Hotel depois que descobriram que ela usava esmeraldas antigas no valor de 48 mil dólares. Beatriz Sierra González, 20, recuperou as gemas apenas na segunda de manhã. Eles estavam desaparecidos há quatro dias no aeroporto de Paris. "Eu não conseguia entender. Eles foram endereçados ao embaixador aqui em Londres", disse ela. As jóias em ouro branco formariam o toque final de seu traje nacional. Ela e outras 54 concorrentes foram a um jantar em trajes nacionais. Presentes de cada participante foram entregues ao ator Stanley Baker para instituições de caridade patrocinadas pelo Variety Club da Grã-Bretanha, que deu o jantar.

#### Miss Líbano menor de idade
A candidata do Líbano, Lili Bissar, foi desclassificada na noite de quarta-feira, quando a Meca descobriu que ela tinha apenas 15 anos, quando a idade mínima tinha de ser 17 anos. Mas os organizadores decidiram que ela poderia desfilar com as outras na noite das finais. O diretor executivo do concurso, Jean Gibbons, disse que "como a senhorita viajou por todo esse caminho acompanhada por seus pais, decidimos deixá-la aparecer no concurso para ganhar experiência".

### As favoritas das casas de apostas
Na terça-feira, 12 de novembro, a empresa produtora do evento, Meca Promotions, pediu à casa de apostas William Hill que parasse de apostar nas candidatas, porque eles transformaram a competição em um mercado de gado. Miss Canadá tinha sido bastante visada pelas casas de apostas que apostavam no concurso de beleza. A loira Ontário, tinha 11 para 1, seguida pela Miss Áustria e Dinamarca nas apostas do dia. A Ladbroke tinha a Miss Argentina como favorita com 10 a 1. A empresa de apostas William Hill deixou a Miss Canadá no quarto grupo com 16 a 1, juntamente com representantes da Costa Rica, Argentina, Dinamarca, Finlândia, Itália e Filipinas.
William Hill, uma das maiores casas de apostas da Grã-Bretanha, rejeitou a acusação da Meca de que a empresa estava transformando o concurso em um mercado de gado apostando nas meninas. A empresa disse que as probabilidades daquele dia fizeram da Miss Israel, modelo de 18 anos, Miri Zamir, uma clara favorita com 10-1 ao lado de Miss Suécia. No final das apostas, a Miss Reino Unido havia sido a favorita da agência Ladbrokes com 9-1, seguida pela Miss Argentina e Miss Israel, ambas com 10-1.

### Final
Este ano, a competição estava comemorando seu 18º aniversário e teve a estreia da Tailândia. O palco estava estofado em azul e o cenário dourado incluía grandes letras maiúsculas com a palavra "Miss World". Às 19h55, Phil Tate e sua orquestra começaram a abertura do evento que foi seguida pelo Hino Nacional e a fanfarra oficial que deu início ao show. Wally Green, do Lyceum, deu as boas-vindas a Eric Morley, que após os agradecimentos e as palavras de boas-vindas, apresentou o painel de 9 juízes.
Em seguida, Eric Morley apresentou as 54 candidatas em seus trajes de banho, que finalmente se colocaram em suas posições no palco e posaram em grupos na frente dos juízes para que eles pudessem avaliá-las juntas. Após um intervalo de 15 minutos que foi animado pela orquestra de Phil Tate, as 54 jovens apareceram mais uma vez no palco, desta vez em seus vestidos de noite. Às 21h05, a transmissão da BBC começou por 55 minutos ininterruptos, com comentários de Keith Fordyce e a pré-gravação que havia sido feita na noite anterior com as apresentações individuais das competidoras em seus trajes nacionais. A transmissão continuou ao vivo quando o mestre de cerimônias, Michael Aspel, passou a chamar em ordem alfabética as 15 semifinalistas, que não incluíam as três favoritas, deixadas de fora do primeiro corte: Miss Venezuela, Miss Estados Unidos e Miss África do Sul.
O cantor Gene Pitney estava cantando, enquanto as semifinalistas trocavam seus trajes de banho. Michael Aspel novamente apresentou as 15 semifinalistas em seus trajes de banho, primeiro individualmente e depois em um grupo antes de convocar as 7 finalistas. Conforma ele ia chamando as 7 meninas selecionadas, ele ia as entrevistando brevemente. Foram elas: Austrália, Colômbia, Guiana, Israel, Nicarágua, Filipinas e Reino Unido. O cantor Gene Pitney fez uma breve serenata e cantou mais algumas músicas enquanto os juízes deliberavam. Finalmente, quando os resultados estavam prontos, Michael Aspel convocou Madeleine Hartog Bell, Alan B. Fairley para a cerimônia de premiação e Eric Morley para anunciar os resultados em ordem inversa. Enquanto isso, as sete jovens ficaram nos bastidores esperando o veredicto dos juízes.
Na quinta posição e com um prêmio de £ 100 libras, Miss Filipinas, Cecilia Amabuyok; em quarto lugar, Miss Colômbia, Beatriz Sierra, com um cheque de £ 150. Em seguida, em terceiro lugar e com £ 250, uma das grandes favoritas, Miss Israel, Miri Zamir, uma modelo loira que estava prestes a entrar no Exército de seu país no ano seguinte. Ela foi a mais aplaudida pelo público no teatro. Como vice-campeã e segunda colocada, Miss Reino Unido, Kathleen Winstanley, outra favorita. Todas receberam trofeus de prata e pequenas coroas de Alan B. Fairley. Atrás ainda estavam Miss Austrália, Guiana e Nicarágua, que aguardavam nervosamente o anúncio.
Então, Eric Morley proclamou como Miss Mundo 1968 a Miss Austrália, Penelope Plummer. A jovem atônita, que, a propósito, estava resfriada, recebeu a faixa de Miss Mundo nos bastidores e saiu para receber o troféu de Fairley, sentada no trono real, onde recebeu sobre seus ombros o manto de arminho e de sua antecessora, Madeleine Hartog Bell, a coroa como a nova detentora do título mundial. Madeleine pegou o troféu de Penny e entregou-lhe o cetro para que a nova rainha desse seu passeio triunfal ao ritmo da marcha oficial do evento.
De lá, eles a levaram ao "Cafe Royal", onde era realizado o baile de coroação. Na festa, ela recebeu oficialmente o cheque de £ 2.500. Da mesma forma, Morley entregou os prêmios as vencedoras do sexto e sétimo lugar, da Nicarágua e da Guiana, que obtiveram 50 e 25 libras, respectivamente. Miss USA disse no baile da coroação que foi derrotada no concurso porque os juízes estavam mais interessados no Vietnã do que em suas medidas.

### Campeã

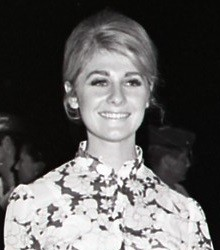
Penelope Plummer.

Penelope Vaughn Plummer nasceu em Melbourne em 26 de outubro de 1949. Seu pai, R.T. Plummer, tinha uma fazenda de gado leiteiro e sua mãe Wanda era dona de casa. Ela tinha um irmão chamado Roger. Ela morava em Smithtown, uma pequena cidade às margens do rio Macleay, em Nova Gales do Sul, Austrália. Penny, como a chamavam carinhosamente, trabalhava como bibliotecária na Biblioteca Municipal Waverley, nos arredores de Sydney. Aos 18 anos, em 29 de setembro de 1968, em Melbourne, ela ganhou a coroa de "Miss Austrália" no concurso "Quest of Quests" e acompanhou a Miss Mundo 1967, a peruana Madeleine Hartog Bell, em sua turnê por várias cidades australianas.
Após sua vitória no mundial, sua prima Janette McLeod ganhou o título de "Miss Teen International" para a Austrália no mesmo ano. Com Bob Hope, visitou Hollywood, Califórnia e de lá foi para o Japão, Coreia do Sul, Tailândia, Vietnã e Okinawa. Ela não renunciou à coroa porque preferia ficar em seu país após a turnê promocional. Uma vez que deixou seus trabalhos como Miss Mundo de lado, ela trabalhou por um tempo como atriz. Em 1º de janeiro de 1971, se casou com seu namorado de longa data, o advogado de 21 anos Michael Roy Clarke e se mudou para Seaforth, nos arredores da capital. Ela foi juíza no concurso "Quest of Quest 1972", onde a vencedora seria futuramente a segunda australiana a ganhar o título de Miss Mundo. Em fevereiro de 1973, sua primeira filha, Prudence, nasceu. Anos depois, ela teve Alexander e mais tarde uma última filha, cujo nome é desconhecido.
De Seaforth, a família mudou-se para Nowra, em Nova Gales do Sul, onde continuou fazendo trabalhos ocasionais de modelagem. Sua primogênita, Prue, tornou-se uma jornalista internacional de sucesso e lhe deu dois netos (Lucca Banjo e Aurelia). Penny atualmente vive em Taree, Nova Gales do Sul, longe da imprensa. Desde o declínio dos atuais concursos de beleza, ela acredita que é "devido à falta de interesse público e um mercado saturado. Eles me disseram que, depois do meu triunfo, as pessoas pareciam perder o interesse pelas rainhas da beleza. Era esperado. É como qualquer outra coisa com a qual as pessoas se importam muito e depois se cansam." 

## Resultados
| Posição                 | País e Candidata |
| Vencedora               | - Austrália - Penelope Plummer |
| 2º. Lugar               | - Reino Unido - Kathleen Winstanley |
| 3º. Lugar               | - Israel - Miri Zamir |
| 4º. Lugar               | - Colômbia - Beatriz González |
| 5º. Lugar               | - Filipinas - Arene Amabuyok |
| 6º. Lugar               | - Nicarágua - Margine Morales |
| 7º. Lugar               | - Guiana - Adrienne Harris |
| (TOP 15) Semifinalistas | - Alemanha - Margot Schmalzriedt - Argentina - Viviana Roldan - Áustria - Brigitte Krüger - França - Nelly Gallerne - Irlanda - June MacMahon - Iugoslávia - Ivona Puhlera - Suécia - Gunilla Friden - Tailândia - Pinnarut Tananchai |

     Colocação não-oficial, revelada posteriormente ao final do evento.

## Jurados
Ajudaram a definir a campeã:
1. Richard Todd, ator;
2. John Hore, jogador de futebol;
3. Stanley Baker, produtor de filmes;
4. Graham Hill, campeão de Fórmula Um;
5. Anthony Seth, alto comissário de Gana no Reino Unido;
6. Peter Dimmock, executivo da BBC;
7. Lady Elizabeth Anson, socialite;
8. Reita Faria, Miss Mundo 1966;
9. Istvan Kertesz, maestro;

## Candidatas
Disputaram o título este ano:
| - África do Sul - Mitsianna Stander - Alemanha - Margot Schmalzriedt - Argentina - Viviana Roldan - Austrália - Penelope Vaughn Plummer - Áustria - Brigitte Krüger - Bahamas - Rose Helena Simms Dauchot - Bélgica - Sonja Doumen - Brasil - Ângela Carmélia Stecca - Canadá - Nancy Wilson - Ceilão - Nilanthie Wijesinghe - Chile - Carmen Smith - Chipre - Diana Dimitropoulou - Colômbia - Beatriz Eutiquia Sierra Gonzalez - Coreia do Sul - Lee Ji-eun - Costa Rica - Ida Patricia Diers Heitman - Dinamarca - Yet Schaufuss - Equador - Marcia Virginia Ramos Christiansen - Estados Unidos - Johnine Leigh Avery | - Filipinas - Arene Cecilia Annas Amabuyok - Finlândia - Leena Sipilä - França - Nelly Gallerne - Gana - Lovell Rosebud Wordie - Gibraltar - Sandra Sanguinetti - Grécia - Lia Malta - Guiana - Adrienne Harris - Holanda - Alida Grootenboer - Índia - Jane Coelho - Irlanda - June MacMahon - Israel - Miri Zamir - Itália - Maria Pia Giamporcaro - Iugoslávia - Ivona Puhlera - Jamaica - Karlene Waddell - Japão - Ryoko Miyoshi - Líbano - Lili Bissar - Libéria - Wilhelmina Nadieh Brownell - Luxemburgo - Irene Siedler | - Malta - Ursulina Grech - Marrocos - Zakia Chamouch - México - Ana María Magaña - Nicarágua - Margine Davidson Morales - Nigéria - Foluke Ogundipe - Noruega - Hedda Lie - Nova Zelândia - Christine Mary Antunović - Peru - Ana Rosa Berninzon Devéscovi - Quênia - Josephine Moraa Moikobu - Reino Unido - Kathleen Winstanley - República Dominicana - Ingrid de Cano - Suécia - Gunilla Friden - Suíça - Jeanette Biffiger - Tailândia - Pinnarut Tananchai - Tunísia - Zohra Boufaden - Turquia - Mine Kurkcuoglu - Uganda - Joy Lehai Kanyarutokye - Venezuela - Maria Dolores Núñez Rodríguez |

## Histórico

### Substituição
- Luxemburgo - Lucienne Krier ► Irene Siedler

### Desistências
- Congo - Elisabeth Tavares
- Checoslováquia - Jarmile Teplanová
- Honduras - Lillian Carol Heyer
- Islândia - Helga Jonsdóttir
- Malásia - Ramlah Alang
- Singapura - Jenny Wong Ser Wan
- Tanzânia - Zena Suleiman